# Working Class Hero
"Working Class Hero" là ca khúc của ca sĩ, nhạc sĩ người Anh John Lennon trích từ album solo đầu tay John Lennon/Plastic Ono Band (1970), sau trở thành đĩa đơn của anh vào năm 1975 do hãng Apple Records phát hành vào năm 1975.
"Working Class Hero" thể hiện rõ quan điểm chính trị của Lennon, khi trực tiếp đề cập tới Chủ nghĩa Marx, chính trị cánh tả trong những phê phán về phân hóa giai cấp trong xã hội. Trong bài phỏng vấn trên tạp chí Rolling Stone vào năm 1970, anh chia sẻ nội dung ca khúc là con đường mà giai cấp công nhân trở thành tầng lớp trung lưu. "Đây là một ca khúc cách mạng — thật ra nó nói về một cuộc cách mạng trong xã hội này. Ngay cả quan điểm của nó đã mang tính cách mạng rồi. Đây là một ca khúc dành cho những con người lao động, chứ không phải dành cho những kẻ đần độn. Tôi hi vọng nó cũng mang được thông điệp mà "Give Peace a Chance" đã từng đem lại. Nhưng mặt khác, tôi cũng cho rằng nó sớm sẽ bị lãng quên mà thôi. Nó đơn thuần chỉ dành cho những con người như tôi, những con người tầng lớp lao động đang từng bước trở thành trung lưu. Và với kinh nghiệm của tôi, bài hát này mang thông điệp nhắc nhở".
Đây là ca khúc thứ hai của Lennon trực tiếp đề cập tới chính trị, sau ca khúc "Revolution" mà anh trình bày cùng ban nhạc The Beatles trong Album trắng (1968). Chủ đề này còn được đề cập nhiều trong album tiếp theo của anh, Some Time in New York City (1972).

## Các bản hát lại
- Marianne Faithfull hát lại ca khúc này trong album Broken English (1979).
- Richie Havens hát lại ca khúc này trong album Sings Beatles and Dylan (1987).
- David Bowie cùng ban nhạc Tin Machine trong album đầu tay của ban nhạc vào năm 1989.
- Marilyn Manson đưa ca khúc này trở thành đĩa đơn (2000) cho album Disposable Teens.
- Green Day hát lại ca khúc này trong album Instant Karma: The Amnesty International Campaign to Save Darfur (2007).
- Đĩa đơn cùng tên của Tommy Roe (#79 tại Canada vào tháng 6 năm 1973/#29 AC) lại không phải ca khúc này.